# Katja Munck
Katja Munck (Großburgwedel, 22 gennaio 1979) è un'ex cestista tedesca.

## Carriera
Con la Germania ha disputato i Campionati europei del 2005.